# トマス・クレイトン・デイビス
トマス・クレイトン・デイビス（Thomas Clayton Davis, 1889年9月6日 - 1960年1月21日）は、カナダの法律家、外交官、政治家である。1925年から1939年までサスカチュワン州議会でプリンスアルバート選出の自由党議員を務めた。
デイビスはサスカチュワン州プリンスアルバートに生まれた。父親はトマス・オズボーン・デイビスである。彼はセントジョンズ・カレッジ（マニトバ大学）とオスグッド・ホール法科大学院（ヨーク大学）を卒業した。デイビスはプリンスアルバートで法曹界に入り、市会議員を2期務め、1921年から1924年には市長にもなった。デイビスはまた州政府の自治長官と司法長官も務めている。彼はマッケンジー・キング首相に対してプリンスアルバート国立公園の設置を説得した。この公園は1928年に開設されている。1929年にはデイビスはジョン・ディーフェンベーカー（のちのカナダ首相）を破り、州議会の議席を守った。彼は1939年にはサスカチュワン控訴裁判所の判事になるために州議会議員を辞職している。デイビスは1940年には連邦政府の戦時動員省次官になり、法曹界を離れたが、1948年までは控訴審に籍が残っていた。彼は1942年にオーストラリアへの高等弁務官に任命された。その後、1946年には中国、1950年には西ドイツ、1954年には日本の大使にもなった。1957年に引退し、ビクトリアに居を移した。